# Sierra de Ayllón
 (août 2025).
Le contenu est difficilement compréhensible vu les erreurs de traduction, qui sont peut-être dues à l'utilisation d'un logiciel de traduction automatique.
La sierra de Ayllón est une chaîne de montagnes de la péninsule Ibérique, appartenant au Système central dont elle constitue l'un des contreforts les plus orientaux. Elle se situe dans les provinces de Guadalajara, Ségovie et Madrid. 
Une partie de la sierra est un espace protégé intégré dans le réseau Natura 2000 en tant que lieu d'importance communautaire et zone spéciale de protection pour les oiseaux. Cet espace protégé se trouve au nord-ouest de la province de Guadalajara, dans la communauté autonome de Castille-La Manche. L'espace naturel de Ayllón occupe le massif paléozoïque de la sierra de Ayllón, dont il inclut le point culminant, le pic del Lobo, à 2 269 m, et les sierras de la Concha, pic Ocejón et Alto Rey. 
Le parc naturel de la Sierra Norte de Guadalajara englobe les sierras de Ayllón et de Pela, la forêt de hêtres de Tejera Negra, la réserve naturelle du Massif du Pico del Lobo-Cebollera, la réserve fluviale de la rivière Pelagallinas et la réserve de chasse de Sonsaz.
La sierra de Ayllón est l'extrémité orientale du Système central, où domine l'étage bioclimatique supra-méditerranéen. Le massif est né lors de l'orogenèse alpine, et son relief est très accidenté, avec des pentes abruptes et un réseau hydrographique dense et complexe. Elle jouxte les sierras de Somosierra et del Rincón à l'ouest, celles de Pela et Alto Rey à l'est, au nord la meseta Norte et au sud la Campiña de Guadalajara.
De ses montagnes naissent les rivières Jarama et Sorbe, et quelques autres, mineures. Dans ses vallées poussent les forêts de hêtres les plus méridionales d'Europe, Tejera Negra, La Pedrosa et Montejo, ainsi que des chênes et pins sylvestres. Sa faune comprend des loups, des vautours et de petits mammifères.

## Géographie

### Topographie

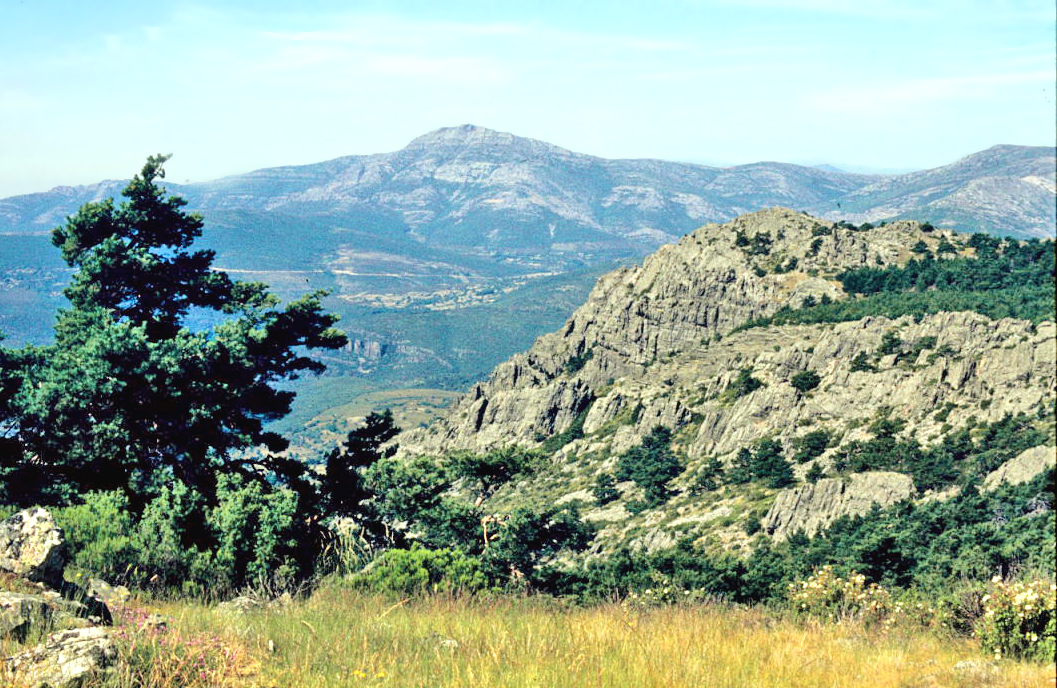
Le pic Ocejón.

Trois unités de relief forment le massif de Ayllón : la pénéplaine, zones de surface ondulée situées aux extrémités du massif, surtout au nord et au sud ; les vallées, courtes dans le nord et très longues et étroites au sud, et la sierra proprement dite. La sierra s'étend sur une crête principale, qui parcourt d'ouest en est tout le nord de la sierra, et trois crêtes secondaires qui partent de la principale, du nord au sud.
Les derniers pics de plus de 2 000 m du Système central se trouvent dans la sierra de Ayllón. Il y en a près d'une trentaine, dont le pico del Lobo, le Cerrón, le pico de la Buitrera, Cebollera Vieja, parmi les plus connus.

### Géologie
Les roches qui affleurent sont essentiellement des ardoises et quartzites du Paléozoïque, avec quelques affleurements de gneiss précambriens. L'espace naturel de Ayllón se prolonge au sud suivant les vallées des rivières principales, avec des habitats de grande valeur écologique. On observe aussi des reliefs périglaciaires et des restes d'activité glaciaire aux abords du Pico del Lobo.
L'évolution géologique de la sierra a été marquée par deux grands plissements, hercinien et alpin. La dernière glaciation a affecté en partie le massif de Ayllón, y formant des cirques glaciaires.
La sierra de Ayllón est divisée en trois grandes zones lithologiques où dominent différents types de roche :
- zones granitiques : d'ouest en est, du col de Somosierra au pic el Cervunal (Ayllón), y du nord au sud, de Riaza au col del Cardoso, suivant la rive droite de la rivière del Ermito, abonde le granite ;
- zones gneissiques : le gneiss est la moins étendue des trois roches prédominantes dans la sierra de Ayllón. Elle est surtout dans la zona de El Cardoso de la Sierra vers le sud jusqu'au Jarama ;
- zones d'ardoises : l'ardoise est la roche la plus abondante dans le massif de Ayllón, et est traditionnellement utilisée pour les constructions des villages[6].

### Hydrographie

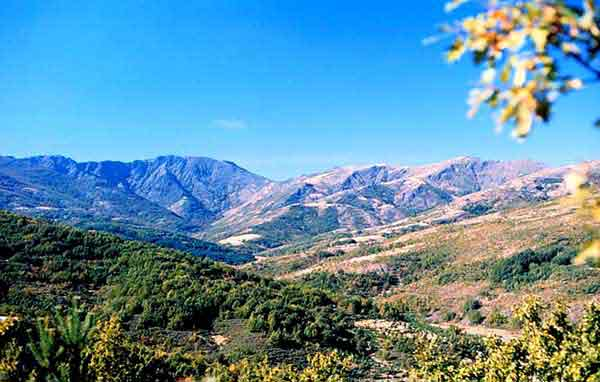
Crête principale de la sierra de Ayllón vue depuis la hêtraie de Tejera Negra.

Les eaux de la sierra de Ayllón contribuent à deux grands bassins versants, celui du Douro, au nord, et celui du Tage, au sud.

#### Bassin du Douro
Sur le versant septentrional de la sierra, les rivières et ruisseaux versent leurs eaux directement de la montagne à la vallée ; ils sont courts et de faible débit. Deux rivières se distinguent des autres, le Duratón et le Riaza, qui se jettent tous les deux dans le Douro après un long cours. Ils sont l'exception.

##### Duratón
Bien qu'il ne prenne forme qu'en rejoignant les rivières Castilla et de la Hoz, près de Sepúlveda, le Duratón naît dans le flanc méridional de la Cebollera Vieja, et reçoit par sa rive droite les eaux de petits ruisseaux de la sierra de Ayllón. Du flanc nord de la Cebollera Vieja il reçoit l'eau de deux petits ruisseaux généralement secs en été sur une bonne partie de leur cours, le Cerezuelo y le Serrano.

##### Le Riaza
Le Riaza a sa source près du col de la Quesera y reçoit des eaux de la sierra de Ayllón. Ses affluents sont plus longs, mais d'aussi faible débit. 

#### Bassin du Tage
Le versant méridional de la sierra de Ayllón, qui verse des eaux au bassin du Tage, est plus complexe que le versant septentrional, et les rivières et ruisseaux, beaucoup plus longs, ont des cours tortueux encaissés entre les montagnes, avec des ravins et des gorges, avant de déboucher dans les deux principales rivières : le Jarama et le Sorbe.

##### Jarama

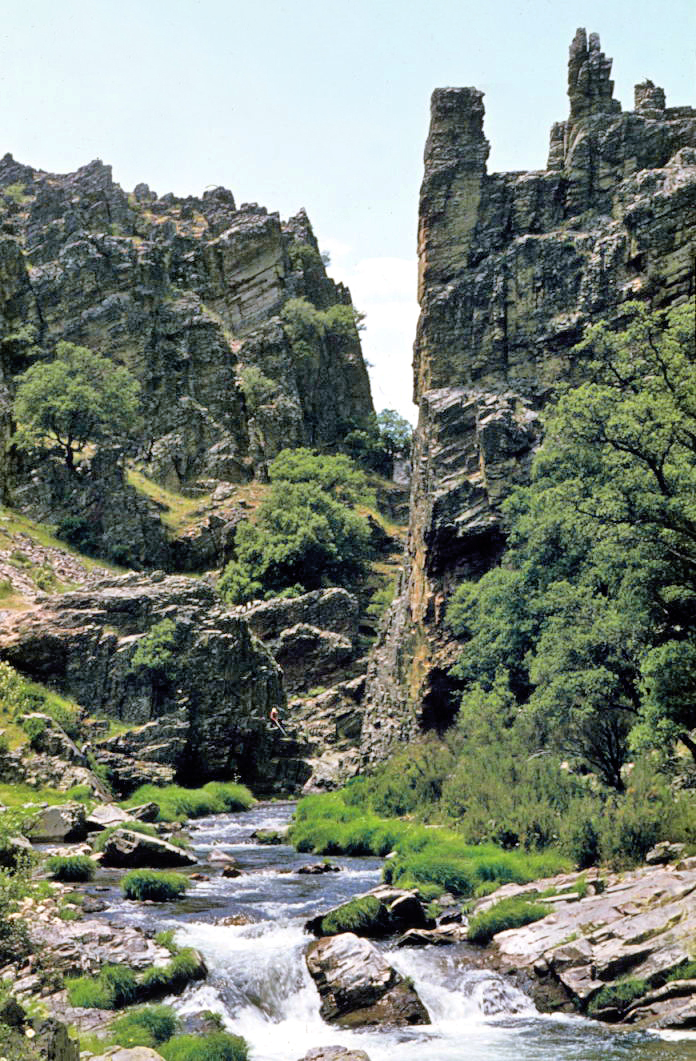
Le Jarama.

Il naît au pied de la Cebollera Vieja y reçoit surtout des affluents par sa rive gauche. Nombre d'entre eux, y compris le Jarama lui-même, érodent la roche en y creusant de profonds défilés. Les principaux affluents du Jarama venant de la sierra de Ayllón sont l'Ermito, le Berbedillo, le Jaramilla, le Vallosera et le ruisseau del Soto.

##### Sorbe
Le Sorbe est une frontière naturelle entre les sierras de Ayllón, sur sa rive droite, et d'Alto Rey, sur sa rive gauche. Il reçoit la rivière Lillas et de nombreux ruisseaux avant de se jeter dans l'Henares, entre Alarilla y Humanes. Le Sorbe reçoit des eaux de la sierra de Ayllón de trois autres affluents à débit permanent, qui suivent eux aussi des cours tortueux et laissent de profondes gorges sur leur parcours. 

### Climat
Le climat de montagne de la sierra de Ayllón est marqué par deux facteurs fondamentaux : la latitude, qui lui confère le caractère méditerranéen avec des étés chauds et secs, et l'orientation du massif qui provoque l'interception des bourrasques d'origine atlantique, apportant une pluviosité plus importante sur les versants septentrionaux que sur les versants méridionaux. Par ailleurs, les versants nord recevant moins de lumière solaire ont des températures plus basses et plus de neige en hiver.
Les précipitations sont abondantes en hiver, souvent sous forme de neige, tandis que l'été apporte une longue période de sécheresse. Les précipitations atteignent entre 800 et 1 000 mm de moyenne annuelle.
Les mois les plus froids sont décembre et janvier, avec des vagues de froid venues d'Europe Centrale qui donnent un fort enneigement. La température moyenne minimale l'hiver se situe à 2 ou 3 °C dans les vallées ; la température moyenne maximale, en juillet et août, est d'environ 15°C. L'amplitude thermique à l'automne et au printemps est parfois importante, avec des journées douces et des nuits très froides.

### Faune

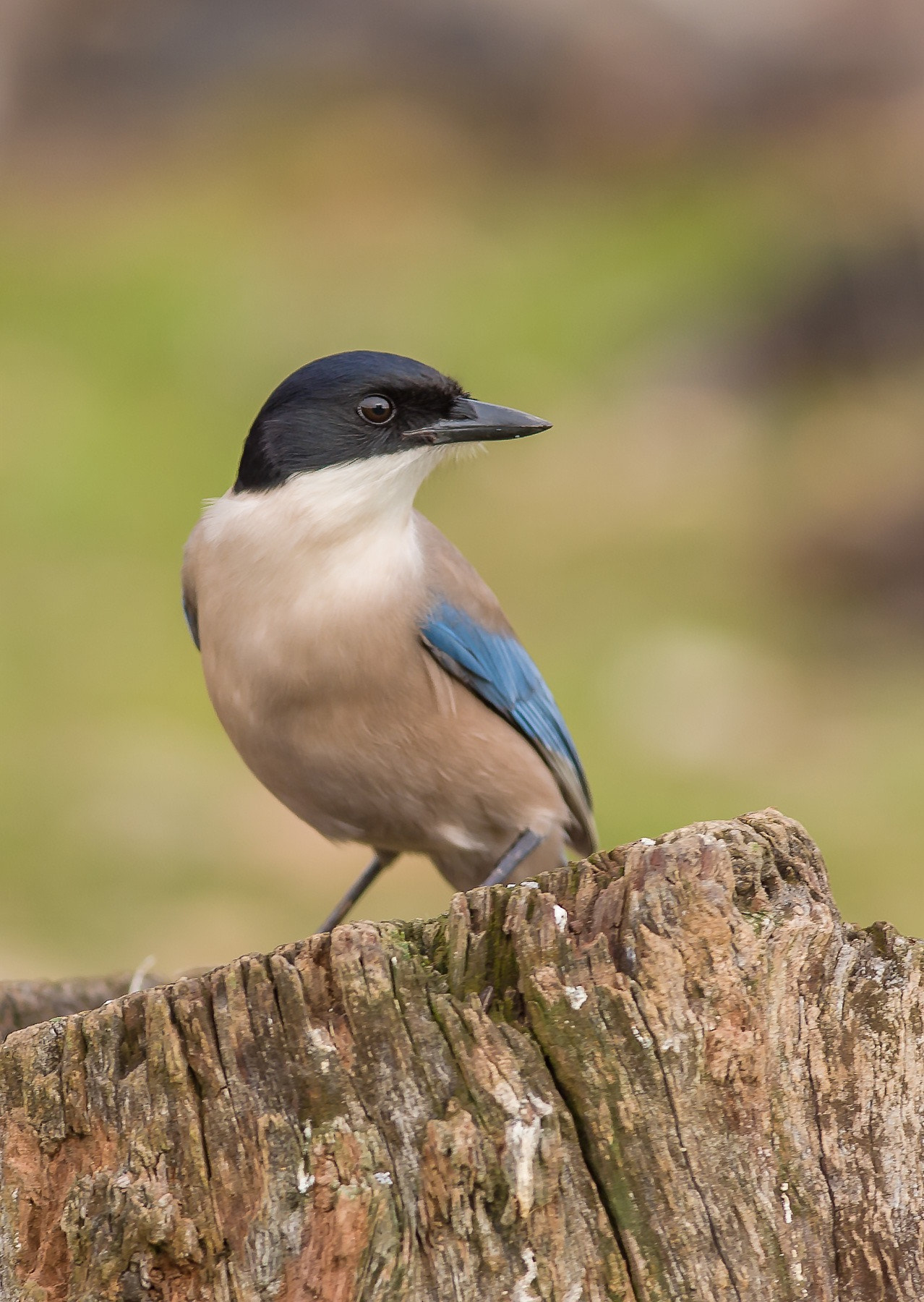
Un pie-bleue ibérique.

La chasse n'a jamais cessé dans la sierra de Ayllón depuis des temps ancestraux, ce qui a provoqué la disparition dans la zone de plusieurs espèces comme l'ours, dont la présence y est attestée au moins jusqu'au XVIIIe siècle, ou le loup, présent jusqu'aux années soixante du siècle dernier et qui semble revenir dans le massif dans les années 2000. Aujourd'hui la Réserve Nationale de Chasse de Sonsaz, qui étend ses 68106 hectares sur une grande partie de la sierra, et les forêts de hêtres de Tejera Negra et de Montejo, sont un parfait refuge pour la faune sauvage de la zone qui hébergent de nombreuses espèces. Selon leur situation dans le massif, on trouve différentes espèces animales :
- dans les zones de rivières, les amphibiens et insectes abondent, et avec eux de petits oiseaux comme le cincle plongeur, le rossignol et le martin pêcheur. Là où le débit d'eau est constant on peut voir des loutres ;
- parmi les chênes et les genévriers se trouve le lapin, proie de plusieurs rapaces. On trouve aussi dans ces zones d'autres oiseaux comme la huppe fasciée, le pigeon ramier, la perdrix et la pie-bleue ibérique ;
- en moyenne montagne, parmi les chênes et les pins, habitent beaucoup d'oiseaux comme le pinson, la mésange charbonnière, la mésange bleue, le roitelet à triple bandeau, le pic épeiche et le geai des chênes. Y vivent aussi des mammifères : le chevreuil, le sanglier et le renard, qui s'adaptent également à d'autres zones de la sierra. La moyenne montagne héberge aussi des animaux nocturnes, tels le chat sauvage, le blaireau et la belette, et des oiseaux comme la chouette, le hibou et l'aigle royal ;
- en altitude, se trouvent le crave à bec rouge, le corbeau, le traquet, l'accenteur et le monticole, ainsi que le vautour fauve et l'aigle royal dans les zones les plus rocheuses[8].

Une grande diversité d'insectes existe dans le massif de Ayllón. On peut y observer de nombreuses espèces de lépidoptères, coléoptères, hyménoptères et diptères dans toute la sierra, certains étant autochtones et exclusifs de la zone.
Les forêts humides de la sierra constituent un habitat pour des espèces némorales comme la bécasse, la barbastelle d'Europe, le pipit des arbres, la grive musicienne et la pie-grièche écorcheur.
Le réseau hydrographique de la sierra possède un haut degré de conservation jusqu'à l'arrivée des rivières aux barrages régulateurs situés au sud de l'espace naturel. L'absence d'industries polluantes et la faible densité de population (inférieure à 2 habitants/km2) garantit l'absence de contamination des eaux. Ainsi, les rivières de cette zone représentent un habitat idéal pour la loutre, dont on compte d'abondantes populations ; les poissons autochtones comme la boga (Chondrostoma polylepis) la bermejuela (Rutilus arcasii) et la colmilleja (Cobitis paludica et Cobitis pyrenaicus) ; des oiseaux comme le martin pêcheur et des mammifères comme le desman des Pyrénées.
| - Faucon pélerin. - Aigles de Bonelli. - Monticole merle-de-roche. |

Les canyons et rochers forment un habitat d'importance exceptionnelle pour un vaste ensemble d'oiseaux rupicoles. L'espace naturel de Ayllón dépasse les critères numériques établis par la Directive des Oiseaux de l'UE pour l'aigle royal, le vautour fauve, le faucon pélerin et le hibou grand-duc, et les populations de crave à bec rouge sont également abondantes. D'autres espèces comme l'aigle de Bonelli, le vautour percnoptère et les monticoles merle-de-roche et merle-bleu utilisent la sierra comme zone d'élevage.
Enfin, l'espace naturel de Ayllón est important pour certaines espèces d'invertébrés rares ou endémiques. C'est le cas de Lucanus cervus, Parnassius apollo sp. escalerae, Plebicula nivescens, Ocnogyna tatreillei, Hyphoraia dejeani, Euphydryas aurinia ou Nymphalis antiopa.

### Flore
La sierra de Ayllón est située dans la sous-province chorologique carpetano-ibérico-léonaise, dans le secteur de Guadarrama, avec un sous-secteur ayllonnais qui possède une identité propre. Sur la plus grande partie de son territoire supra-méditerranéen, la végétation arborée la plus mature est celle des chênes tauzin, les zones en pentes et les flancs abrupts des vallées fluviales étant couvertes de chênes-verts. Le chêne tauzin a été intensivement exploité pour son bois jusqu'à ces dernières décennies, ce qui explique qu'une grande partie des forêts soient au stade de récupération, bien qu'il y ait encore des zones étendues de forêts matures. Dans les sites plus humides, se trouvent aussi des forêts de hêtres comme celle de Tejera Negra, avec des enclaves de forêts d'ifs, de houx, de sorbiers ou de bouleaux. Et lorsque les conditions sont plus continentales dominent les forêts de pin noir, pin maritime ou pin sylvestre, comme sur le versant nord de la Sierra de Alto Rey et Condemios.
La végétation la plus étendue dans la sierra est le maquis, en raison des effets de l'occupation humaine (pâturage et coupe de bois). En fonction des conditions écologiques, le paysage est dominé par les landes dans les zones les plus hautes et humides et les garrigues de cistes dans les zones plus sèches. Les landes sont le refuge de nombreuses espèces d'habitats atlantiques que l'on ne trouve pas dans le reste du Système central, telles la Genistella tridentata, et le genêt poilu (Genista pilosa).
Sur les sommets de la sierra, il existe des communautés caractéristiques de ces hautes altitudes, très riches en espèces endémiques.
Les versants septentrionaux, qui reçoivent plus de précipitations, présentent plus de forêts de chênes portugais et de hêtres, alors que sur les versants méridionaux croissent davantage de forêts d'yeuses.
La végétation de galerie est bien représentée dans les vallées du Jarama, du Sorbe et du Bornoba, en particulier par des aulnaies étendues et dans un excellent état de conservation.